# Spaelotis obducta
Spaelotis obducta là một loài bướm đêm trong họ Noctuidae.